# Concerts-Rouge
 (septembre 2014).
Si vous disposez d'ouvrages ou d'articles de référence ou si vous connaissez des sites web de qualité traitant du thème abordé ici, merci de compléter l'article en donnant les références utiles à sa vérifiabilité et en les liant à la section « Notes et références ».
Pour les articles homonymes, voir Rouge (homonymie).

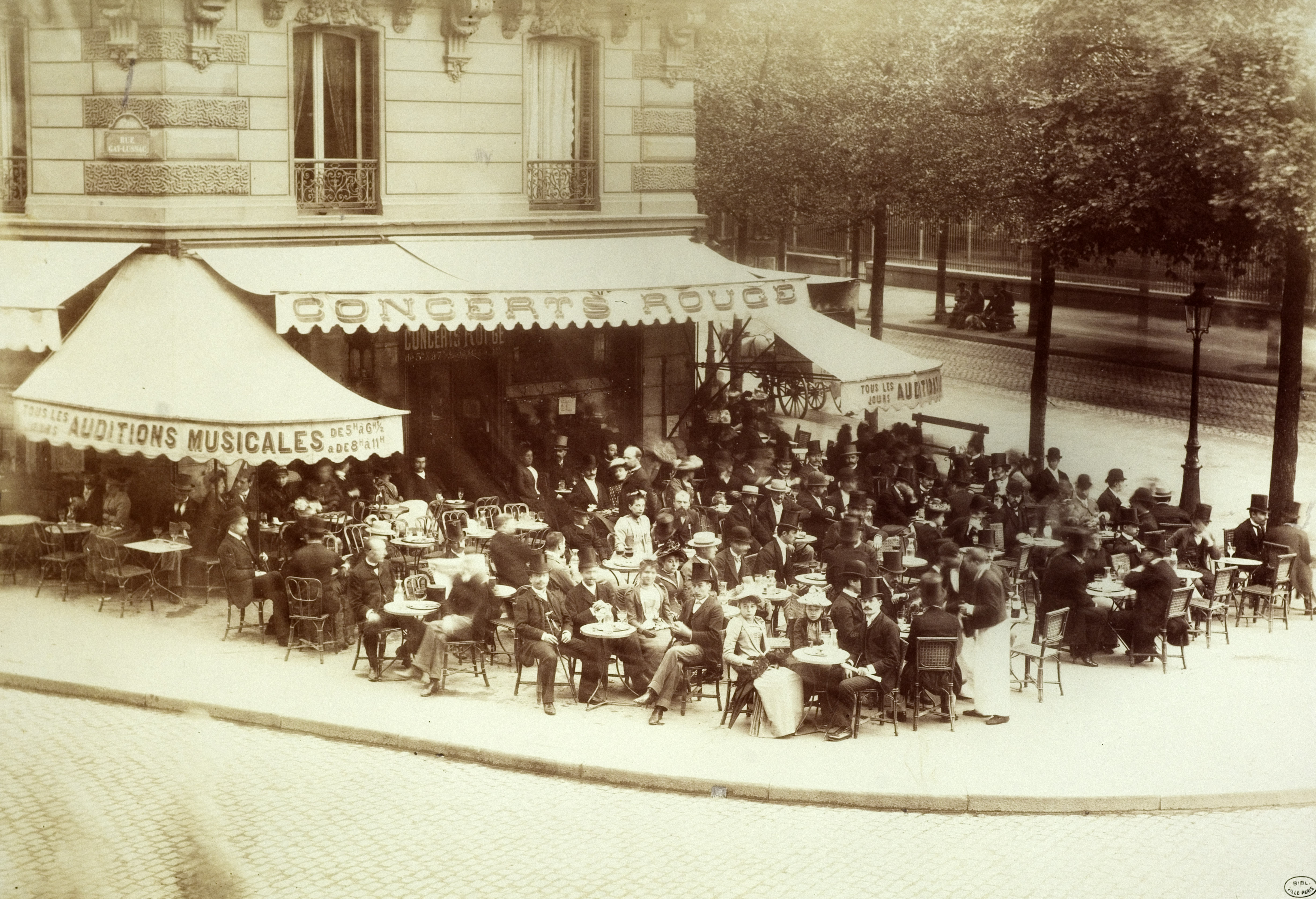

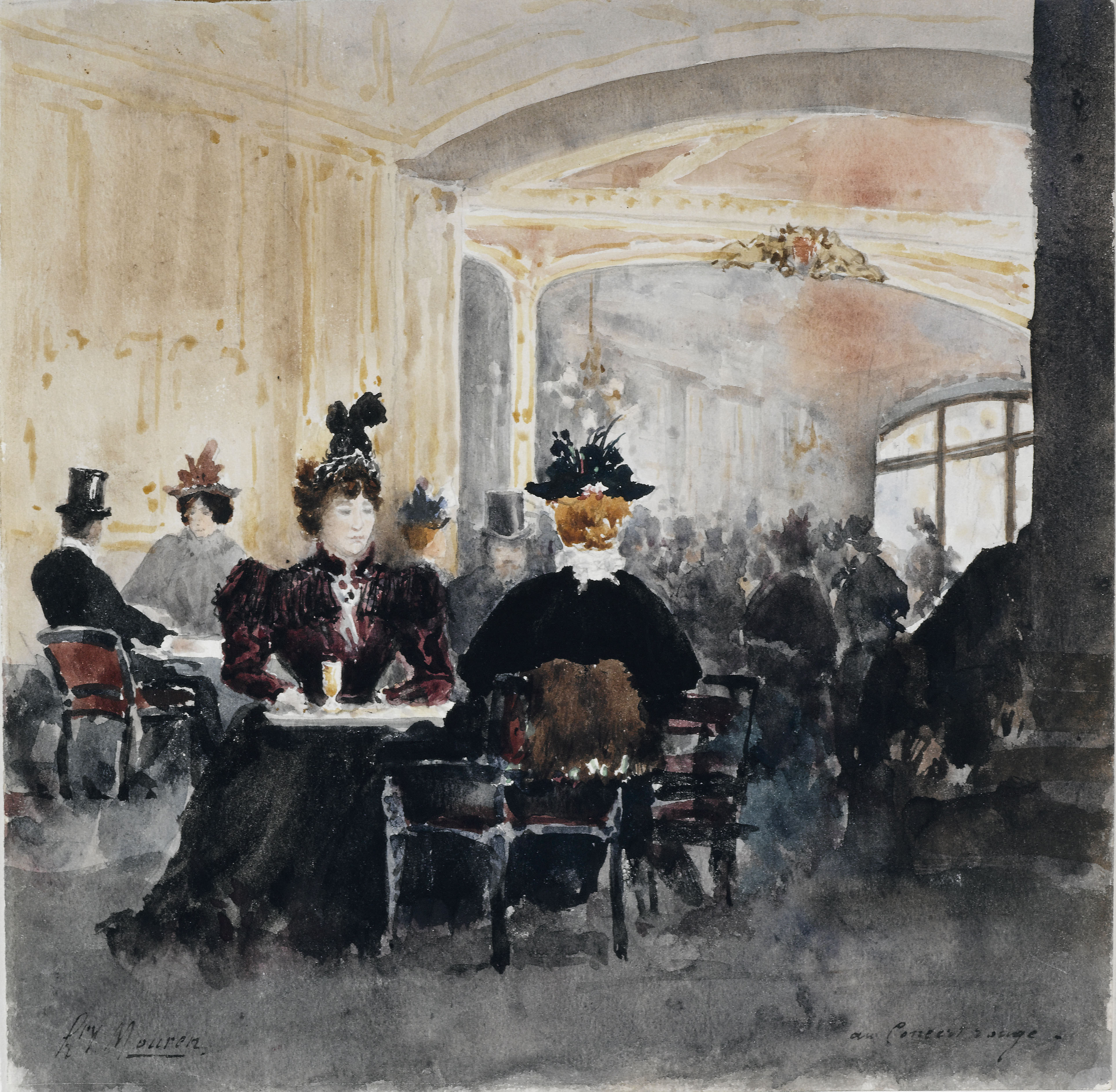
Aquarelle de Henri Mouren montrant l'intérieur des Concerts Rouge (Musée Carnavalet)

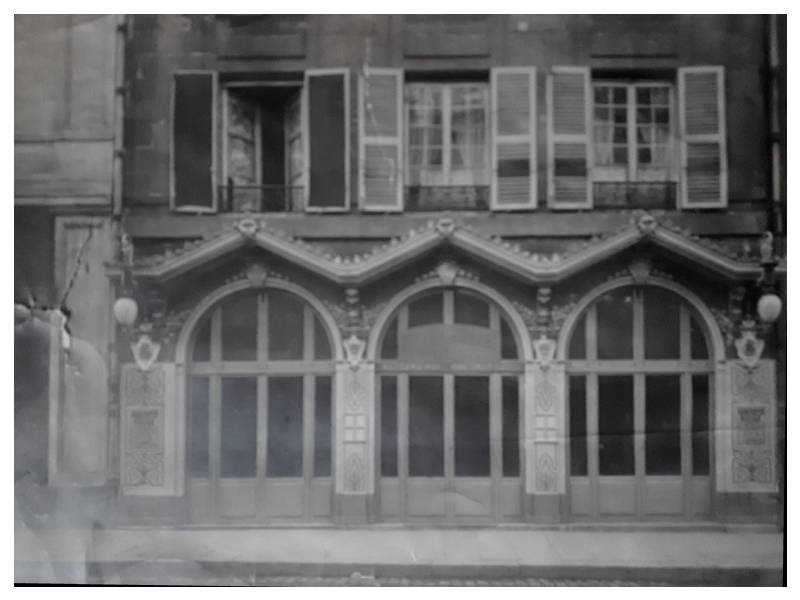
Les Concerts Rouge à l'époque où ils étaient situés 6 Rue de Tournon sous la direction de Fernand Rouge

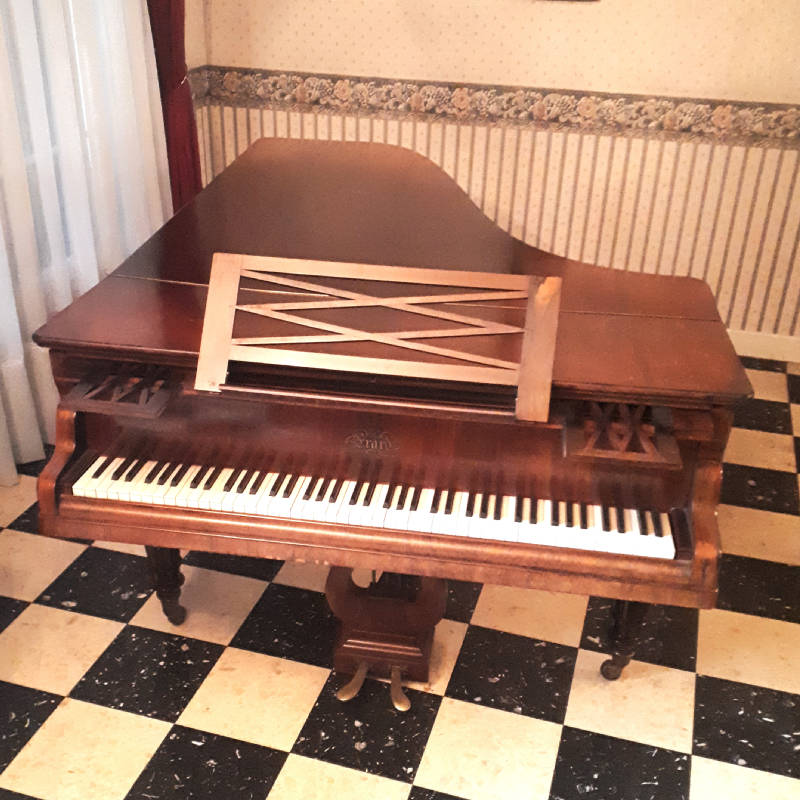
Le piano des Concerts Rouge: un piano de concert 3/4 de queue des établissements Erard

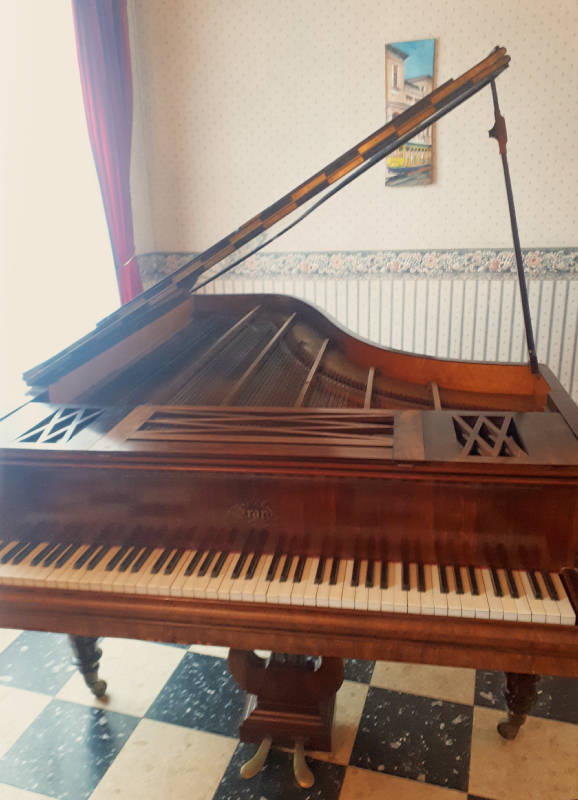
Le piano des Concerts Rouge : un piano de concert 3/4 de queue des établissements Erard

Les Concerts-Rouge sont une formation musicale parisienne de la fin du XIXe siècle et du début du XXe.

## Historique
Les Concerts-Rouge furent fondés par Benjamin Rouge en 1889, au boulevard Saint-Michel, à l'emplacement de la gare du Luxembourg. Lorsque cette gare fut construite, les Concerts se transportent en 1891 à l'emplacement de l'Hôtel de Brancas, 6, rue de Tournon, puis 25, boulevard de Strasbourg, sous la direction de Francis Touche.
À la mort de Benjamin Rouge, en 1905, son fils Fernand prend la direction jusqu’en 1907 et se crée une tradition de « chef d’orchestre exécutant » avec d’abord un pianiste, Lafitte, puis le violoncelliste Francis Touche.
En 1907, nouvelle direction de René Doire et Georges Rabani (1907/08) et ensuite de Georges Rabani seul : les grandes œuvres s’enchaînent comme les Béatitudes de César Franck, la Symphonie cévenole (ou Symphonie sur un chant montagnard français) de Vincent d'Indy, Antar ou Shéhérazade de Rimsky-Korsakov, les Nocturnes de Debussy, La Damnation de Faust de Berlioz, l’orchestre de 16 musiciens se voyant adjoindre chanteurs et chœurs.
À partir de 1908, l’orchestre part aussi en Belgique, Royal-Palace d’Ostende, en 1909 en tournée européenne en accompagnant Felia Litvinne et Natacha Trouhanova, à Deauville en 1912/13, et forme même un second orchestre l’hiver à Nice à partir de 1911.
D’octobre à juin, l’orchestre multiplie les concerts, ouverts très souvent à la musique contemporaine, dirigés par Georges Rabani et Jean Szedelski, puis par Joseph Jemain enfin à partir de 1915 et jusqu’en 1918.
Plus important encore, de jeunes musiciens appelés à devenir célèbres sont de l’aventure comme les violonistes Jacques Thibaud, Jules Boucherit, Lucien Capet ou Vladimir Golschmann ; les pianistes déjà célèbres  Raoul Pugno, Alfred Cortot ; Roger Désormière, jeune flûtiste alors ; les chanteuses Felia Litvinne, Marthe Chenal, Jeanne Raunay, Blanche Selva, Lillian Grenville, Marcelle Doria…, les chanteurs Ernest Van Dyck, Francisque Delmas, Franz, Albers…

## Directeurs musicaux
- Benjamin Rouge (1873-1905)
- Fernand Rouge (1905-1907)
- René Doire et Georges Rabani (1907-1908)
- Georges Rabani (1909-1915)
- Joseph Jemain (1915-1918)

## Chefs d'orchestre
- Benjamin Rouge (1873-1905)
- Lafitte, puis Francis Touche (1905-1907)
- Georges Rabani et Jean Szedelski (1907-1914)
- Joseph Jemain (1915-1918)